# Josep Almudéver Mateu
Josep Eduard Almudéver Mateu (Marsella, 30 de julio de 1919-Saint-Jean-de-Verges, 23 de mayo de 2021) fue un brigadista internacional francés que participó en la Guerra civil española.Se cree que, a su muerte, era el último miembro superviviente de las Brigadas Internacionales, y uno de los últimos supervivientes que combatieron en la guerra civil.

## Biografía
Nació en Marsella, durante su niñez vivió en Casablanca y en Alcácer. El golpe de Estado del 18 de julio de 1936 le sorprendió en Valencia, presentándose como voluntario, siendo aún menor de edad, primero en la Columna Germania donde lo rechazaron, y posteriormente a la Columna Pablo Iglesias, donde le aceptaron al ocultar su edad real. Fue destinado al Frente de Teruel, en la localidad de Cubla. En el frente fue herido y enviado a la retaguardia. Una vez recuperado, en Silla, entró en contacto con voluntarios italianos de la Batería Carlo Roselli, que lo aceptarían dentro de la CXXIX Brigada Internacional. En enero de 1939 es repatriado a Francia cuando el Comité de No Intervención acordó sacar de España a los combatientes extranjeros.
Almudéver volvió a Valencia, en un momento en el que el fin de la Guerra civil española era inminente. Huyó al Puerto de Alicante con su familia de Alcácer y fue hecho prisionero. Entre 1944 y 1947 colaboró con la Agrupación guerrillera de Levante y Aragón, hasta que es descubierto y tuvo que huir a Francia, donde se instaló. Volvió a España en 1965.
En 2014 escribió el libro El pacto de no intervención, pobre república: memorias del miliciano y Brigadista Internacional.
En 2016 fue nombrado embajador por la Generalidad Valenciana en el marco de los premios 9 de octubre. Murió en Francia con 101 años el 24 de mayo de 2021, siendo el último brigadista conocido.